# Iwan Thomas
Iwan Gwyn Thomas MBE (Farnborough, 5 januari 1974) is een  Britse voormalige sprinter, die gespecialiseerd was in de 400 m. Hij werd Europees kampioen en won ook op de Gemenebestspelen in deze discipline. Met een persoonlijk record van 44,36 s op de 400 m heeft hij het Britse record in handen en is hij achter Thomas Schönlebe de tweede snelste Europeaan ooit. Hij was ook succesvol als estafetteloper op de 4 x 400 m estafette. Op dit nummer werd hij eenmaal wereldkampioen en is hij mede-Europees recordhouder. Na zijn succesvolle seizoen 1998 werd hij tot MBE benoemd. Hij nam tweemaal deel aan de Olympische Spelen en veroverde hierbij eenmaal een zilveren medaille.

## Biografie

### Jeugd
Thomas begon als BMX-fietser en behoorde tot de wereldtop. In 1992 stapte hij echter over op de atletiek. Nadat hij op de wereldkampioenschappen voor junioren in 1992 vijfde op de 4 x 400 m estafette geworden was, stond hij in 1994 op de Gemenebestspelen in Victoria (Canada) voor het eerst in een grote finale. Met de estafetteploeg uit Wales werd hij zevende. Met de Britse estafetteploeg won hij in 1994 op de Europese kampioenschappen U23 (neosenioren) een bronzen medaille.

### Senioren
In 1996 liep Thomas voor het eerst de 400 m onder de 45 seconden. Op de Olympische Spelen van 1996 in Atlanta nam hij deel aan de 400 m en de 4 x 400 m estafette. Op de 400 m behaalde hij in de finale een vijfde plaats met 44,70 s. Op het estafettenummer vormde hij als startloper samen met zijn teamgenoten Jamie Baulch, Mark Richardson en Roger Black de Britse estafetteploeg. Met een verbetering van het Europees record tot 2.56,60 veroverden ze een zilveren medaille achter het winnende Amerikaanse estafetteteam, dat het olympisch record verbeterde tot 2.55,99.

### Twee Europese titels
Op de Europese kampioenschappen van 1998 in Boedapest won Iwan Thomas twee Europese titels. Op zowel de 400 m als de 4 x 400 m estafette won hij een gouden medaille. Op het estafettenummer waren Mark Hylton, Jamie Baulch en Mark Richardson zijn teamgenoten. Een maand later won hij opnieuw goud op de Gemenebestspelen in Kuala Lumpur. Ditmaal versloeg hij zijn landgenoot Mark Richardson met 44,52 om 44,80. Op de estafette won Jamaica voor Engeland en Wales. Dat jaar werd hij ook verkozen tot BBC Wales Sports Personality of the Year. In 1999 deed hij geen wedstrijden wegens een blessure.

### Laatste successen
In 2000 deed Thomas op de Olympische Spelen van 2000 in Sydney alleen mee aan de 4 x 400 m estafette, waarbij hij met zijn teamgenoten Jared Deacon, Daniel Caines en Jamie Baulch zesde werd. Op de wereldkampioenschappen van 2001 in Edmonton werd hij in de halve finale van de individuele 400 m uitgeschakeld. Op de 4 x 400 m estafette werd hij zesde. Zijn laatste medaille won hij op de Gemenebestspelen van 2002 in Manchester door met de estafetteploeg uit Wales een zilveren medaille te winnen.
Thomas is aangesloten bij de Newham & Essex Beagles Athletic Club .

## Trivia
Thomas deed in 2017 mee aan het televisieprogramma Celebrity Island with Bear Grylls.

## Titels
- Wereldkampioen 4 x 400 m - 1997
- Europees kampioen 400 m - 1998
- Europees kampioen 4 x 400 m - 1998
- Brits kampioen 400 m - 1997
- Welsh kampioen 400 m - 1994, 1995, 1998, 2005
- AAA kampioen 400 m - 1998
- Brits universiteitskampioen 400 m  - 1994
- Brits universiteitskampioen 400 m indoor - 1993

## Persoonlijke records
| Onderdeel | Prestatie     | Datum        | Plaats     |
| --------- | ------------- | ------------ | ---------- |
| 200 m     | 20,98         | 1997         |            |
| 300 m     | 32,36         | 19 juli 1998 | Gateshead  |
| 400 m     | 44,36 (ex-NR) | 13 juli 1997 | Birmingham |

## Palmares

### 400 m
Kampioenschappen
- 1996: 5e OS - 44,70 s
- 1997: 6e WK - 44,52 s
- 1998:  Gemenebestspelen - 44,52 s
- 1998:  EK - 44,52 s
- 1998:  Grand Prix Finale - 44,96 s
- 1998:  Wereldbeker - 45,33 s
- 2003:  Europacup - 45,58 s

Golden League-podiumplekken
- 1998:  Bislett Games – 44,50 s
- 1998:  Memorial Van Damme – 44,95 s
- 2003:  Bislett Games – 46,11 s

### 4 x 400 m
- 1992: 5e WK U20 - 3.07,48
- 1994: 7e Gemenebestspelen (Wales) - 3.07,80
- 1995:  Europacup - 3.00,34
- 1996:  OS - 2.56,60
- 1997:  Europacup - 2.59,46
- 1997:  WK - 2.56,65[1]
- 1998:  Gemenebestspelen (Wales) - 3.01,86
- 1998:  EK - 2.58,68
- 1998:  Wereldbeker - 2.59,71
- 2000: 5e OS - 3.01,22
- 2001: 6e WK - 3.01,26
- 2002:  Gemenebestspelen (Wales) - 3.00,31

## Onderscheidingen
- BBC Wales Sports Personality of the Year - 1998
- Member of the British Empire (MBE) - 1998

1983: Lovasjov, Troshchilo, Tsjernetski, Markin ·
1987: Everett, Haley, McKay, Reynolds ·
1991: Black, Redmond, Regis, Akabusi ·
1993: Valmon, Watts, Reynolds, Johnson ·
1995: Ramsey, Mills, Reynolds, Johnson ·
1997: Thomas, Black, Baulch, Richardson, Hylton ·
1999: Czubak, Maćkowiak, Bocian, Haczek ·
2001: Moncur, Brown, McIntosh, Munnings ·
2003: Djhone, Keïta, Diagana, Raquil ·
2005: Rock, Brew, Williamson, Wariner ·
2007: Merritt, Taylor, Williamson, Wariner ·
2009: Taylor, Wariner, Clement, Merritt ·
2011: Nixon, Jackson, Taylor, Merritt ·
2013: Verburg, McQuay, Hall, Merritt ·
2015: Verburg, McQuay, Nellum, Merritt ·
2017: Solomon, Richards, Cedenio, Gordon ·
2019: Kerley, Cherry, London, Benjamin ·
2022: Godwin, Norman, Deadmon, Allison ·
2023: Hall, Norwood, Robinson, Benjamin